# Betsaida

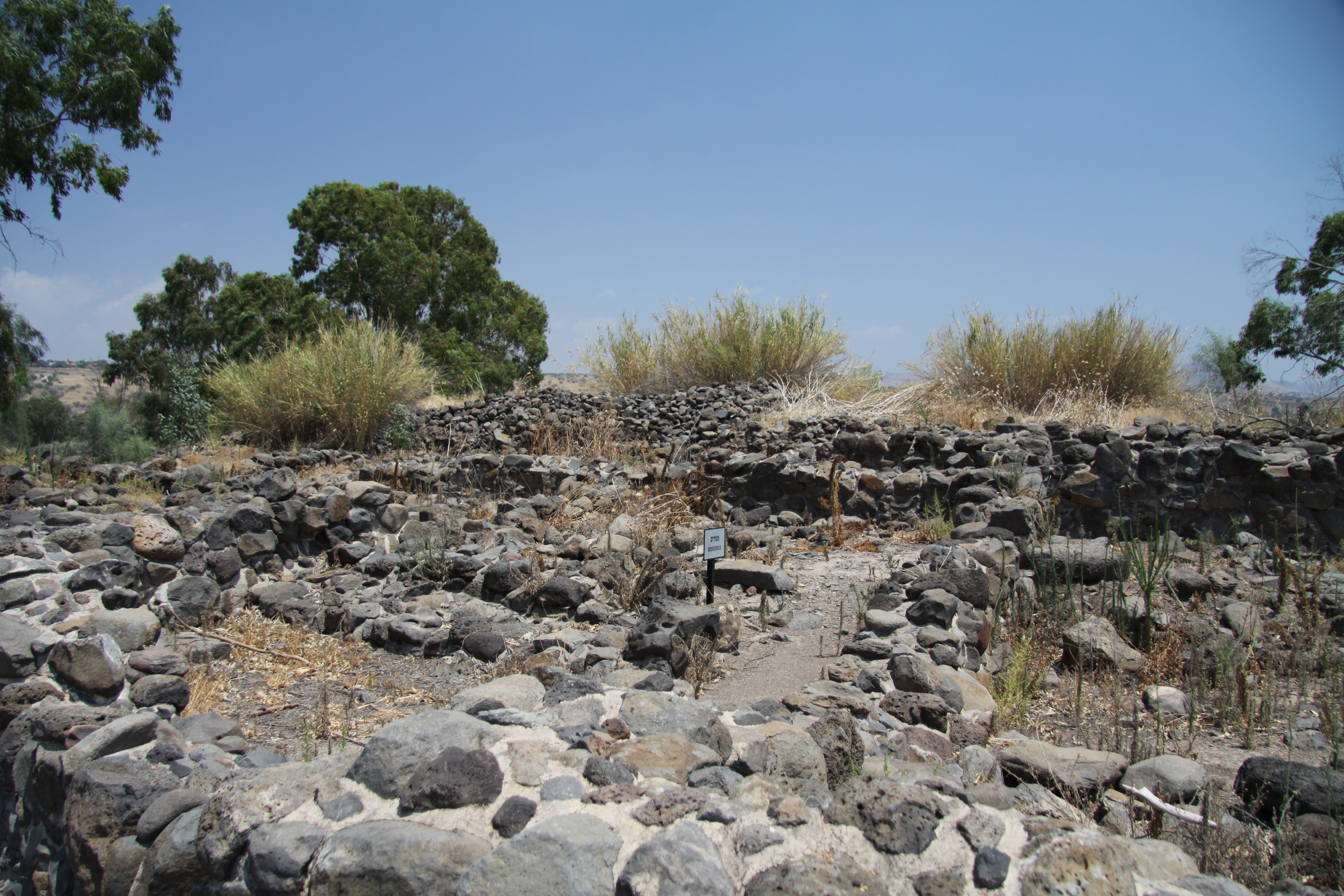
Cidade de Betsaida

Betsaida (casa da pesca, em hebraico) era uma povoação pesqueira a nordeste do Mar da Galileia, situada a alguns quilómetros de Cafarnaum. Um cataclismo, entretanto, erguendo-a, afastou-a do lago. Dois sítios arqueológicos, localizados a cerca de 2 quilômetros um do outro - et-Tell e el-Araj - são considerados os principais candidatos para Betsaida.
De acordo com o Evangelho de João, os apóstolos Pedro, André e Filipe eram naturais desta povoação (João 1:44).
A investigação arqueológica em Betsaida é recente. Não foi fácil encontrar a povoação onde ela não deveria estar. Deixada de parte a história antiga da cidade, em que se chega a falar do rei David e do seu filho Absalão, ao tempo da idade adulta do apóstolo Pedro ocorreu lá um facto muito significativo: Herodes Filipe, irmão de Herodes Antipas que mandou decapitar João Batista, ergueu aí um templo pagão em honra de Lívia, a mãe do imperador romano Tibério e esposa do falecido Augusto (r. 27 a.C.-14 d.C.). 
Segundo Evangelho de Lucas, a circunvizinhança de Betsaida teria sido o local do milagre da Alimentação para 5000. Betsaida, juntamente com Cafarnaum e Corazim foram amaldiçoadas por Jesus, que predisse a completa destruição das três durante seu ministério na Galileia. No Evangelho de Mateus Jesus lança três "ais" contra três cidades (Corazim, Betsaida e Cafarnaum) por não se haverem arrependido em virtude das grandes operações de milagres ali realizado e diz que haverá menos rigor para os de Sodoma no Dia do Juízo (Mt 11:20-24). Ainda que não tenha comprovação científica, indica esse fato as ruínas de Betsaida.